# 노팅엄 공습

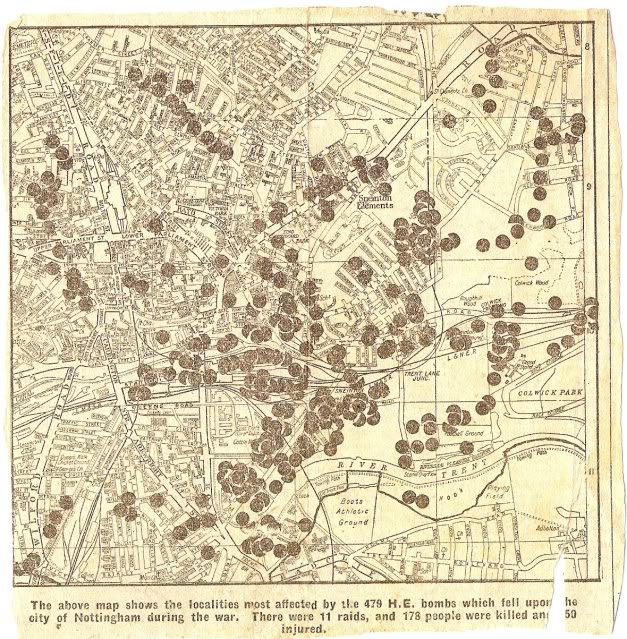
제2차 세계 대전 중 노팅엄 폭격 지역 지도. 1945년 5월 17일 노팅엄 이브닝 포스트에 게재됨

노팅엄 블리츠는 1941년 5월 8일에서 9일 밤 사이 나치 독일의 루프트바페가 노팅엄을 공격한 사건이다.

## 방어 준비
노팅엄은 영국에서 최초로 ARP(공습 대비) 네트워크를 개발한 도시이다. 이는 노팅엄 시 경찰서장이었던 애설스탄 팝케스 대위의 선견지명 덕분이었다. 도시는 구역으로 나뉘었으며, 보고 및 통제 센터와 45개의 보조 소방서로 통제되었다.
공습이 발생할 무렵, 노팅엄은 상당수의 공공 대피소를 건설했다. 존 플레이어 앤 선즈 담배 회사는 공장 및 주변 거리 아래에 약 5,000명의 직원을 수용할 수 있는 터널 네트워크를 구축했다.
5월 8일에서 9일 밤 루프트바페의 공습은 노팅엄과 더비를 목표로 했다. 롤스로이스 공장을 겨냥해 설치된 X-게레트 빔이 감지되었고, 전파 방해로 인해 공격은 도시 북동쪽 황무지로 전환되었다.
벨부아르 계곡의 크롭웰 버틀러 근처에 위치한 스타피시 미끼 화재 시스템이 항공기를 혼란시켜 노팅엄을 목표로 한 많은 폭탄이 계곡의 개방된 농지에 떨어졌다.

## 공습
노팅엄 공습에는 100대가 넘는 폭격기가 동원되었다. 1941년 5월 8일과 9일 밤 노팅엄 블리츠에서 비상 서비스는 97건의 화재를 진압했다. 기록에 따르면 12건의 화재가 심각했고, 40건은 주요 화재, 42건은 중간 규모였다. 어떤 경우에는 소이탄으로 시작된 화재가 확산되기 전에 진압되었다.
소방관들은 성 메리 교회 남쪽 트랜셉트에서 소이탄이 지붕을 뚫고 들어온 후 발생한 화재를 성공적으로 진압했다. 하이 페이브먼트에 턴테이블 사다리가 설치되어 소방관들이 지붕으로 호스를 분사할 수 있었다. 성 메리 교회의 목사 네빌 스튜어트 탈보트는 다음과 같이 기록했다.

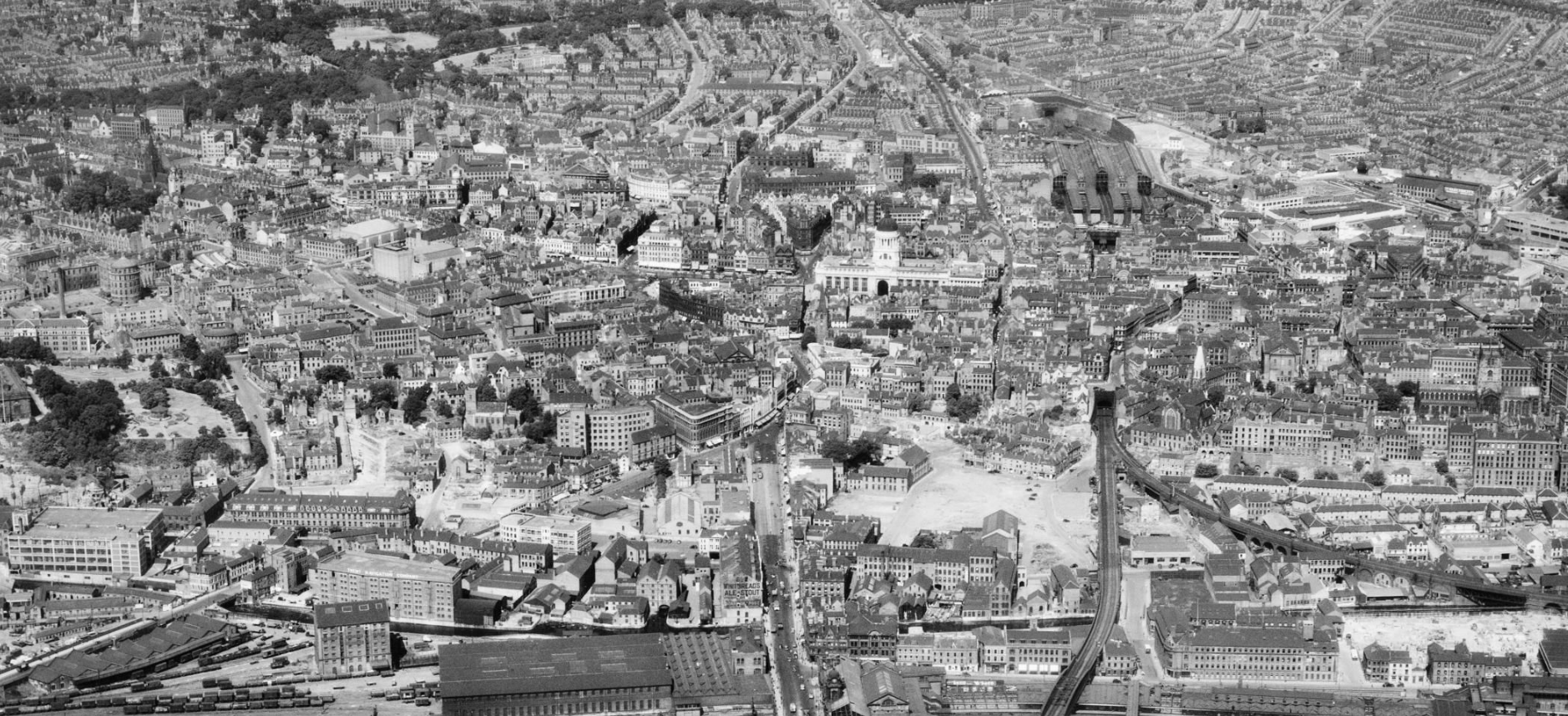
1947년 노팅엄의 폭격 피해

우리는 방문을 받았다 — 다른 곳들과 비교할 바는 아니었지만, 그래도 아주 실제적인 경험이었다. 자정쯤 시작되었다. 우리는 잠자리에 들었고, 폭발음이 우리 편 포성이라고 믿으려 애썼지만, 곧 하나둘씩 의심할 여지 없는 소리가 들렸다 — 하나는 프라이어스 레인에서 멀지 않은 곳에 있었다. 위쪽 창문으로 내다보니 큰 화재가 시작된 것을 곧 깨달았고, 잠시 소강상태가 되자 내려갔다. 교회 남쪽 익랑에 불이 붙은 것을 발견했다. 완전히 진압하는 데 오랜 시간이 걸렸다.
성 메리 교회 근처의 트리벳 빌딩, 쇼트 힐, 그리고 파퓰러 스트리트, 아일랜드 스트리트, 스테이션 스트리트에 있는 부츠 공장 세 곳에서 격렬한 화재가 발생했다.

## 파괴된 건물
- 노팅엄 린사이드 세례 요한 교회, 전쟁 후 잔해 철거 및 부지 정리.
- 스네인턴 성 크리스토퍼 교회, 1952년까지 재건.
- 의회 거리 스타디움 호텔[5]

## 손상된 건물
- 노팅엄 세인트 메리 교회
- 노팅엄 프리메이슨 회관
- 노팅엄 유니버시티 칼리지
- 셰익스피어 스트리트 웨슬리안 개혁 예배당
- 프라이어 레인 무트 홀

## 사상자
사상자가 많았다. 159명이 사망하고 274명이 부상당한 것으로 기록되었다. 메도우 레인의 코-옵 빵집에서는 49명의 직원과 향토방위군 대원들이 사망했으며, 20명이 부상당했다. 유니버시티 칼리지에서는 45명이 사망했다.

## 기타 공습
1945년 5월 17일자 노팅엄 이브닝 포스트는 노팅엄에 총 11번의 공습이 있었고, 178명이 사망하고 350명이 부상당했다고 기록했다. 479발의 고폭탄이 투하되었다.